# Marumi Optical

Светофильтр Marumi MC-UV 58 мм

MARUMI Optical Co.,Ltd. — японская компания-производитель аксессуаров для фототехники. Штаб-квартира находится в Токио. Компания занимается производством светофильтров, телеконвертеров и других фотоаксессуаров для OEM-заказчиков и розничных покупателей.
Долгое время компания была малоизвестна розничным покупателям: на заводах компании производилась продукция для Soligor, Hama, B+W, Kaiser и Unomat. В последнее время компания активно продвигает на рынок продукцию и под собственной торговой маркой.